# Siegfried Meir
Siegfried Meir (también conocido como Jean Sigfried) nacido el 4 de mayo de 1934 en Frankfurt, Alemania) fue un superviviente de los campos de concentración, cantante, pintor, escultor y escritor instalado posteriormente en Ibiza. Fue conocido por la intensidad de su vida, tras sobrevivir a Auschwitz y conocido como símbolo de resiliencia.

## Reseña biográfica
Nació en Frankfurt el 4 de mayo de 1934 en el seno de una familia judía de origen rumano. Pasó su infancia marginado por las leyes antisemitas del Tercer Reich, sin poder ir a la escuela, entrar en la mayoría de las tiendas o jugar en el parque.
En abril de 1943, junto con sus padres, fue detenido por los nazis y enviado al campo de concentración de Auschwitz-Birkenau. Al llegar, sus padres fueron separados. Él permaneció con su madre y, según narra en su autobiografía, vivió ocultándose durante el día -mientras ella trabajaba- en el fondo de las literas del barracón que les asignaron.  Dos meses después ella falleció de tifus y el niño decidió presentarse ante las guardianas de las SS. Parece ser que  les hizo gracia a las nazis, en gran medida por su físico, rubio y con ojos azules y su dominio del alemán.
En enero de 1945 los nazis decidieron evacuar Auschwitz en la llamada marcha de la muerte. El joven Siegfried tuvo que hacer parte de ella caminando en la nieve hasta llegar a Mauthausen. Allí consiguió que el capitán Bachmayer se lo entregara a un prisionero español, Saturnino Navazo, que llevaba cuatro años en el campo y que lo cuidó. Tras la liberación lo adoptó legalmente y ambos se instalaron a vivir en Francia.
A partir de los años cincuenta del siglo XX adoptó el nombre artístico de Jean Siegfried y tuvo cierto éxito como cantante romántico entonando temas de Boris Vian o Michel Legrand y desarrolló una especial amistad con George Moustaki.
Tras dejar la música, en 1967 recabó en Ibiza, donde se instaló desde entonces.  En la isla fue precursor de la moda Adlib, abrió cinco restaurantes y una discoteca, llegando a ser conocido como "El Rey de Ibiza". También allí, se casó varias veces y falleció en marzo de 2020.

## Obras
- Fils du brouillard (junto a Georges Moustaki, 2001)
- Mi Resiliencia (autobiografía, 2016)